# RTV Altena
Stichting RTV Altena is de lokale omroep in de Nederlandse gemeente Altena. De stichting is gevestigd in Nieuwendijk en zendt uit via radio, televisie en online media. De merken Radio A-FM en Altena TV vallen onder deze stichting.
De huidige stichting is in 2012 ontstaan uit een fusie tussen Stichting Radio A-FM (gemeente Werkendam) en Stichting Lokale Omroep Woudrichem (Vestingstad FM/TV). Na de gemeentelijke herindeling van 1 januari 2019, waarbij Aalburg, Werkendam en Woudrichem fuseerden, richt de stichting zich op de toen ontstane gemeente Altena.
Deze fusie heeft tot gevolg dat naast RTV Altena ook de Aalburgse Omroep Stichting (AOS) binnen de nieuwe gemeente actief is. Volgens de mediawet kan er per gemeente één zendvergunning voor een lokale omroep worden afgegeven. Pogingen om de beide stichtingen te laten fuseren zijn niet gelukt. Als gevolg hiervan hebben beide partijen een aanvraag gedaan voor de zendvergunning binnen de gemeente Altena. Op 25 juni 2019 heeft de gemeenteraad van Altena een positief advies uitgebracht over Stichting RTV Altena aan het Commissariaat voor de Media.